# Wybory prezydenckie w Stanach Zjednoczonych w 2020 roku
Wybory prezydenckie w Stanach Zjednoczonych w 2020 roku – pięćdziesiąte dziewiąte wybory prezydenckie, w wyniku których wyłoniony został 46. prezydent Stanów Zjednoczonych na kolejne cztery lata. Ówcześnie urzędujący 45. prezydent Donald Trump z Partii Republikańskiej ubiegał się o reelekcję, a jego największym konkurentem był Joe Biden z Partii Demokratycznej. Wybory powszechne odbyły się 3 listopada 2020, a posiedzenie Kolegium Elektorów 14 grudnia 2020.
Chociaż wybory powszechne odbyły się 3 listopada to, zależnie od jurysdykcji, wyborcy mogli brać udział we wczesnym głosowaniu osobiście lub korespondencyjnie. W niektórych stanach głosy wysłane do 3 listopada były przyjmowane i liczone kilka dni po tej dacie. W wyborach zostało oddanych ponad 158 milionów głosów, co jest najwyższym wynikiem w historii Stanów Zjednoczonych. Forma głosowania była o tyle istotna, że Donald Trump zapowiadał składanie protestów, jeśli miałby przegrać przy znaczącej liczbie głosów oddanych listownie. Po przegranych przez niego wyborach powszechnych zaczął rozpowszechniać bezpodstawne tezy mówiące o sfałszowaniu wyborów, a także o tym że dochodziło do oszustw wyborczych. Prawnicy Donalda Trumpa złożyli ponad 80 pozwów w stanach Georgia, Michigan, Nevada, Arizona, Wisconsin i Pensylwania, a także w stanowych i federalnym sądach najwyższych, z których żaden nie został rozstrzygnięty na korzyść Donalda Trumpa.
24 listopada Generalna Administracja Usług uznała Joego Bidena za zwycięzcę wyborów i rozpoczęła formalny proces przekazania administracji prezydenta-elekta kontroli nad agencjami federalnymi.
6 stycznia 2021 roku, połączone izby Kongresu Stanów Zjednoczonych certyfikowały 306 głosów elektorskich oddanych na Joego Bidena oraz 232 głosy elektorskie oddane na Donalda Trumpa. 20 stycznia 2021 roku Joe Biden został zaprzysiężony na 46. prezydenta Stanów Zjednoczonych, przez przysięgę na swoją rodzinną Biblię w obecności prezesa Sądu Najwyższego Johna Robertsa. Po raz czwarty w historii i po raz pierwszy od 152 lat, ustępujący prezydent nie wziął udziału w inauguracji swojego następcy.
| 2016 ← 3 XI 2020 → 2024    | Joe Biden                           | Donald Trump                         |
| -------------------------- | ----------------------------------- | ------------------------------------ |
| Mapa z wynikami wyborów    | Fotografia portretowa Joego Bidena. | Fotografia portretowa Donalda Trumpa |
| Partia polityczna          | Partia Demokratyczna                | Partia Republikańska                 |
| Stan rezydencji            | Delaware                            | Floryda                              |
| Kandydat na Wiceprezydenta | Kamala Harris                       | Mike Pence                           |
| Głosy elektorskie          | 306                                 | 232                                  |
| Głosy powszechne           | 81 283 501                          | 74 233 975                           |
| Stany                      | 25 + DC + NE-02                     | 25 + ME-02                           |
| Wynik procentowy           | 51,31%                              | 46,85%                               |

## Ordynacja wyborcza
Zgodnie z amerykańskim prawem, prezydent Stanów Zjednoczonych jest wybierany co cztery lata przez Kolegium Elektorów Stanów Zjednoczonych, które spotyka się w pierwszy poniedziałek po drugiej środzie grudnia. Poszczególni członkowie kolegium są wybierani w pierwszy wtorek po pierwszym poniedziałku listopada w głosowaniu powszechnym, zgodnie z ordynacją stanu, w którym zostali oni wybrani.
Prezydent Stanów Zjednoczonych nie jest wybierany większością głosów. Obywatele USA w wyborach powszechnych, głosując na listę wyborczą wybierają elektorów, reprezentujących daną partię polityczną i dany stan. Liczba elektorów przysługująca określonemu stanowi odpowiada liczbie kongresmenów, będących przedstawicielami owego stanu w Kongresie Stanów Zjednoczonych (Dystrykt Kolumbii reprezentuje 3 elektorów, pomimo że kongresmeni z tego stanu nie mają prawa głosu w Senacie i Izbie Reprezentantów). W 48 stanach i Dystrykcie Kolumbii, przewaga jednym głosem nad kandydatem, który zajął drugie miejsce skutkuje wyborem wszystkich elektorów reprezentujących daną partię w określonym stanie. Zwycięstwo kandydata w stanie nie oznacza, że głosy wszystkich elektorów, będących przedstawicielami stanu automatycznie są przypisane osobie, która w nim zwyciężyła. Chociaż 26 stanów oraz Dystrykt Kolumbii wprowadziły formalny nakaz, aby elektorzy oddali głosy na parę kandydatów (na Prezydenta i Wiceprezydenta), którzy zwyciężyli w danym stanie, istnieją wiarołomni elektorzy, którzy głosują inaczej, niż większość mieszkańców danego stanu. Elektorów, tworzących Kolegium Elektorów Stanów Zjednoczonych jest łącznie 538. W stanach Nebraska i Maine 2 głosy elektorskie przypadają zwycięzcom w całym stanie, a pozostałe (dla Maine to 2, a dla Nebraski to 3) zwycięzcy danego okręgu wyborczego.

### Liczba uprawnionych do głosowania
Pewnym problemem jest policzenie liczby osób uprawnionych do głosowania. W USA nie ma dowodów osobistych, a potwierdzeniem obywatelstwa jest zazwyczaj akt urodzenia. Liczba mieszkańców kraju jest nieco rozbieżna według różnych źródeł: wg ustaleń US Census Bureau w USA mieszka 329,45 mln osób, natomiast ONZ szacuje, że jest ich 329,06 mln. Przy medianie wieku na poziomie 38,1 lat daje to ok. 255,37 mln osób uprawnionych do głosowania. Amerykanie niezbyt licznie głosowali w poprzednich wyborach – ok. 64%. Zazwyczaj najmniej chętnie rejestrują się jako wyborcy mieszkańcy stanów o największej populacji, które mają dużo głosów elektorskich, a najchętniej mieszkańcy tych, którzy mają ich stosunkowo mało. Np. w Kalifornii (55 elektorów) zarejestrowało się ok. 50% uprawnionych, a w Maine (4 elektorów) – ponad 77%.

## Główni kandydaci
| Lp. | Kandydat na prezydenta | Kandydat na wiceprezydenta | Logo kampanii | Partia               | Hasło wyborcze                                           |
| --- | ---------------------- | -------------------------- | ------------- | -------------------- | -------------------------------------------------------- |
| 1.  | Donald Trump           | Mike Pence                 |               | Partia Republikańska | "Uczyńmy Amerykę Znów Wielką" (Make America Great Again) |
| 2.  | Joe Biden              | Kamala Harris              |               | Partia Demokratyczna | Battle for the soul of the nation (Walka o duszę narodu) |

## Zgłoszone kandydatury

### Partia Republikańska
Partia Republikańska zorganizowała prawybory, które wyłoniły kandydata partii na prezydenta. Oprócz urzędującego prezydenta Donalda Trumpa, swoje kandydatury zgłosiło także osiem innych osób. Konwencja Partii Republikańskiej, na której został wyłoniony kandydat, odbyła się w dniach 24–25 sierpnia 2020 w Charlotte w Karolinie Północnej. Prawybory zostały przeprowadzone tylko w 31 stanach, a w 19 stanach oraz Dystrykcie Kolumbii nie odbyły się z powodu pandemii koronawirusa. Nominację Partii Republikańskiej uzyskał Donald Trump.

#### Zwycięzca prawyborów w Partii Republikańskiej

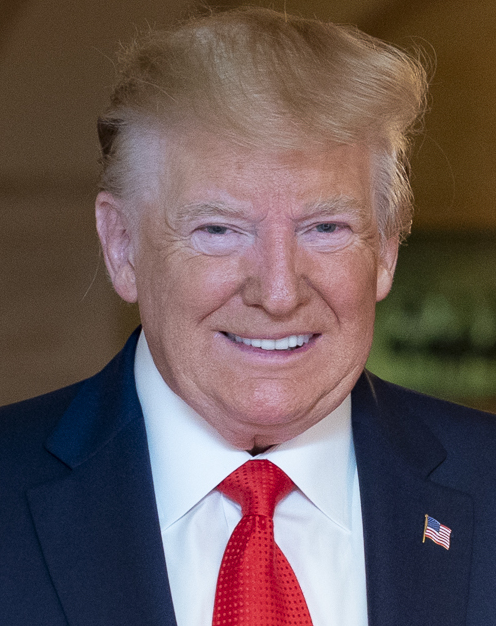
Donald Trump (Floryda)

#### Pozostali uczestnicy prawyborów w Partii Republikańskiej

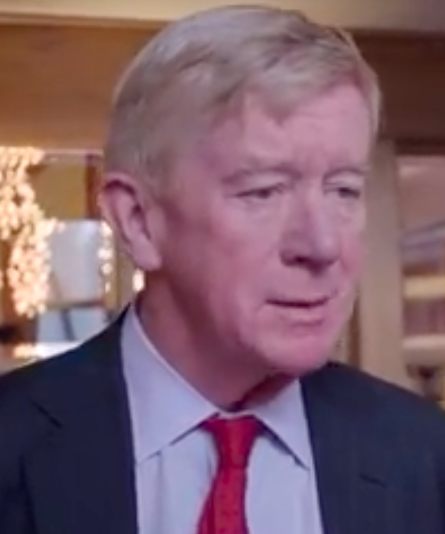
Bill Weld (Massachusetts)
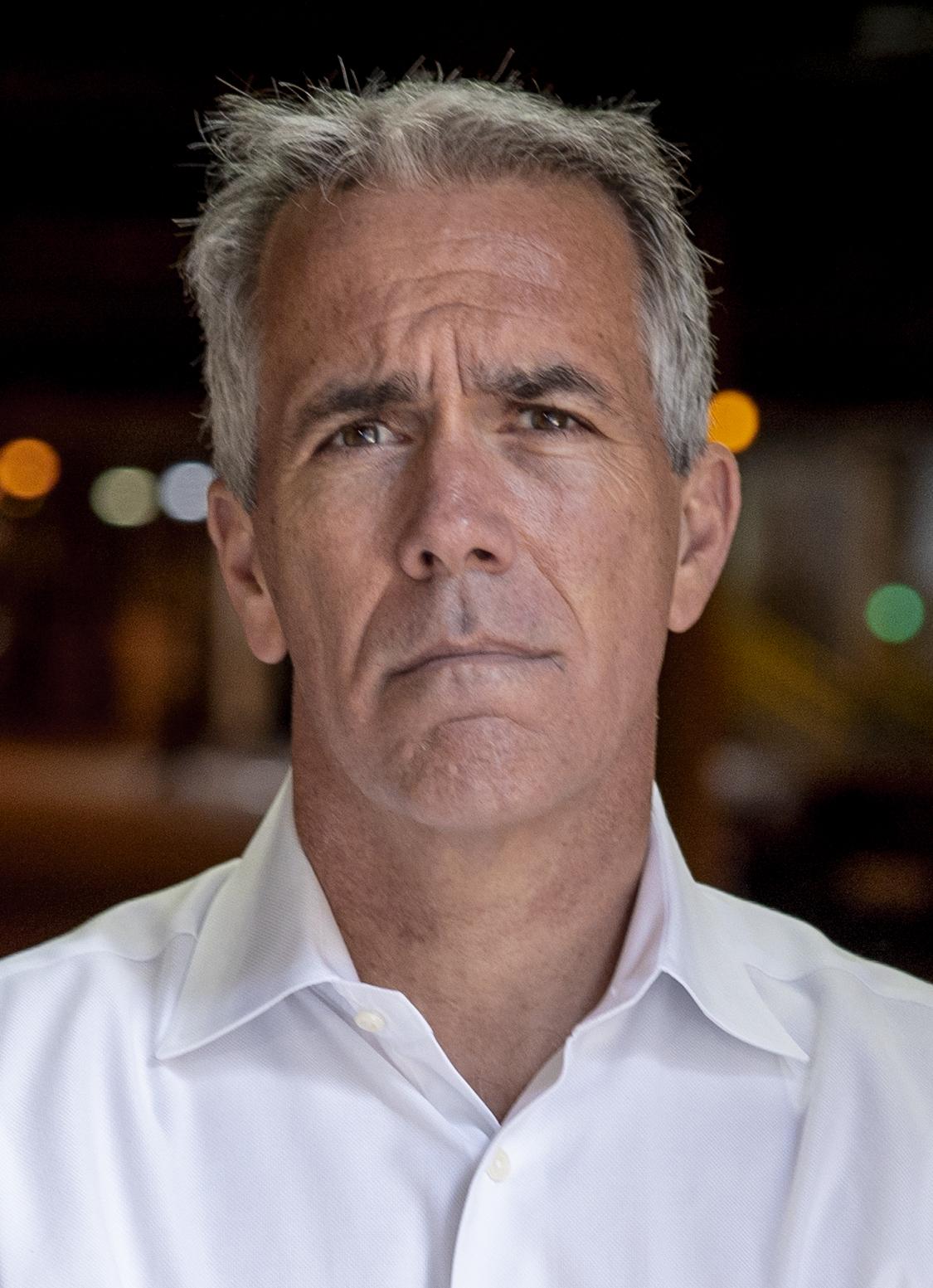
Joe Walsh (Illinois)
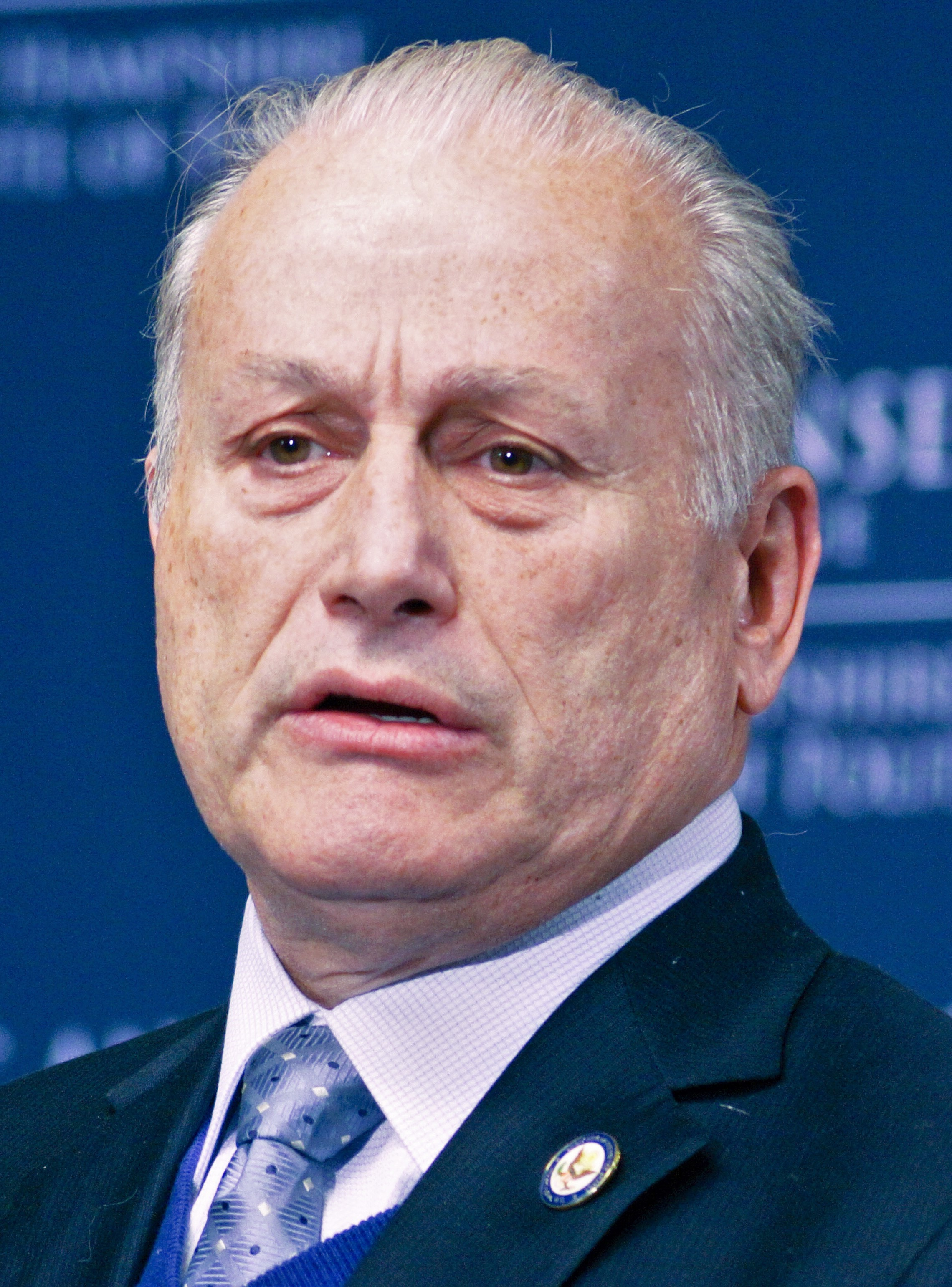
Rocky De La Fuente (Kalifornia)

Matt Matern (Kalifornia)

Robert Ardini (Nowy Jork)

Zoltan Istvan (Kalifornia)

Bob Ely (Illinois)

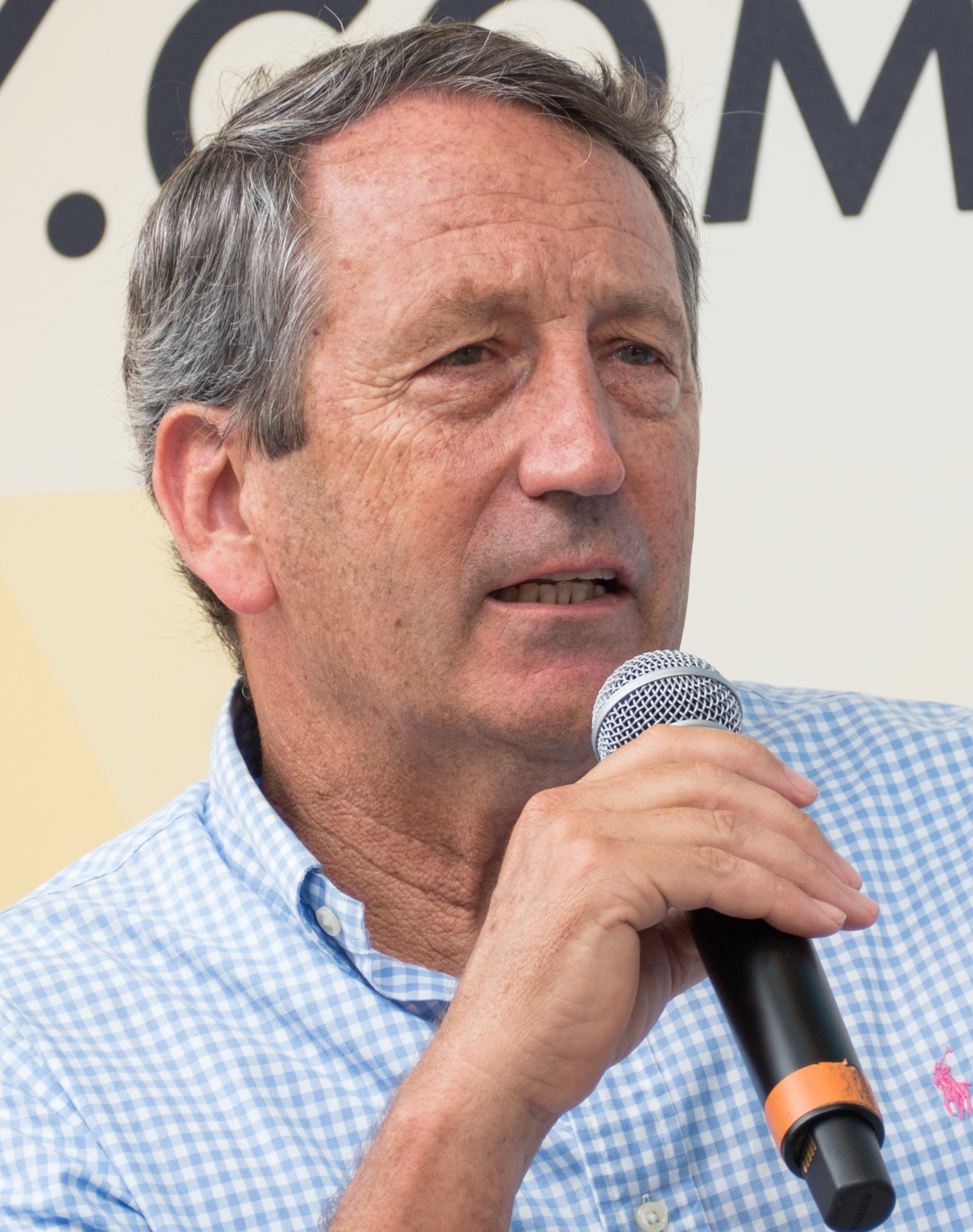
Mark Sanford (Karolina Południowa)

### Partia Demokratyczna
Partia Demokratyczna zorganizowała prawybory, które wyłoniły kandydata partii na prezydenta. Swoje kandydatury w tych prawyborach zgłosiły aż dwadzieścia trzy osoby. Konwencja Partii Demokratycznej, na której został wyłoniony kandydat, odbyła się w dniach 17–20 sierpnia 2020 r. w Milwaukee w stanie Wisconsin. Nominację Partii Demokratycznej uzyskał Joe Biden.

#### Zwycięzca prawyborów w Partii Demokratycznej

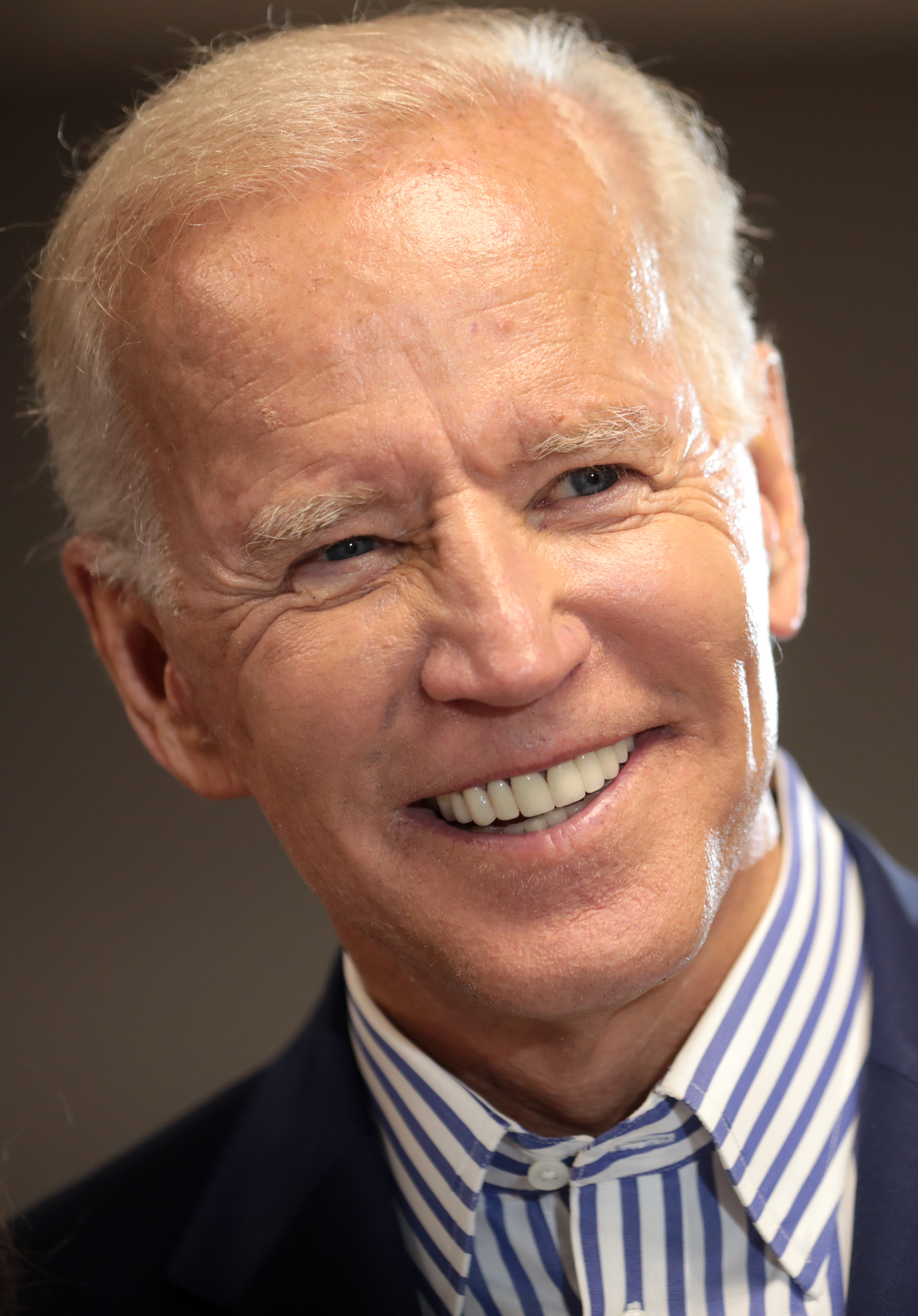
Joe Biden (Delaware)

#### Pozostali uczestnicy prawyborów w Partii Demokratycznej

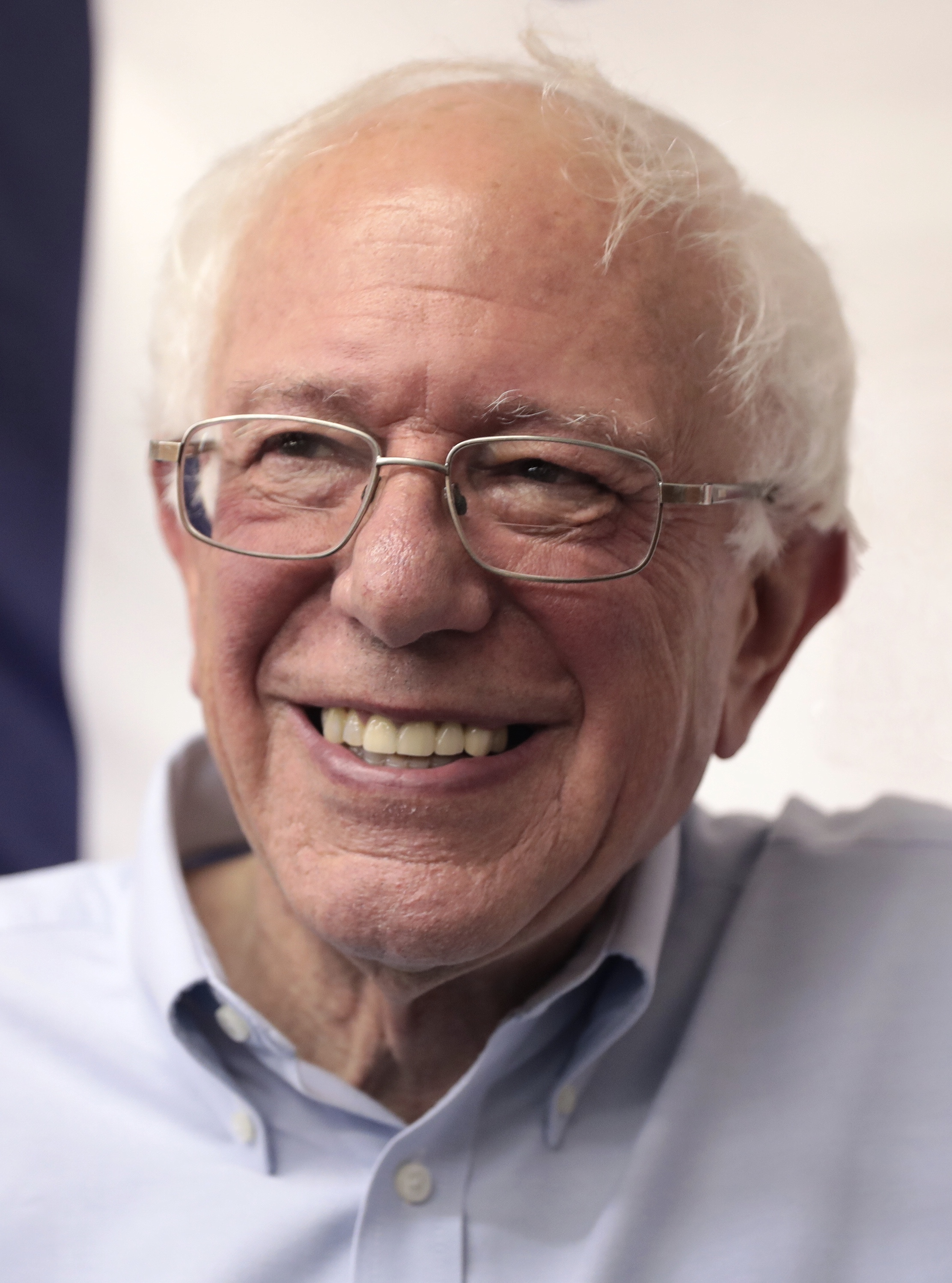
Bernie Sanders (Vermont)
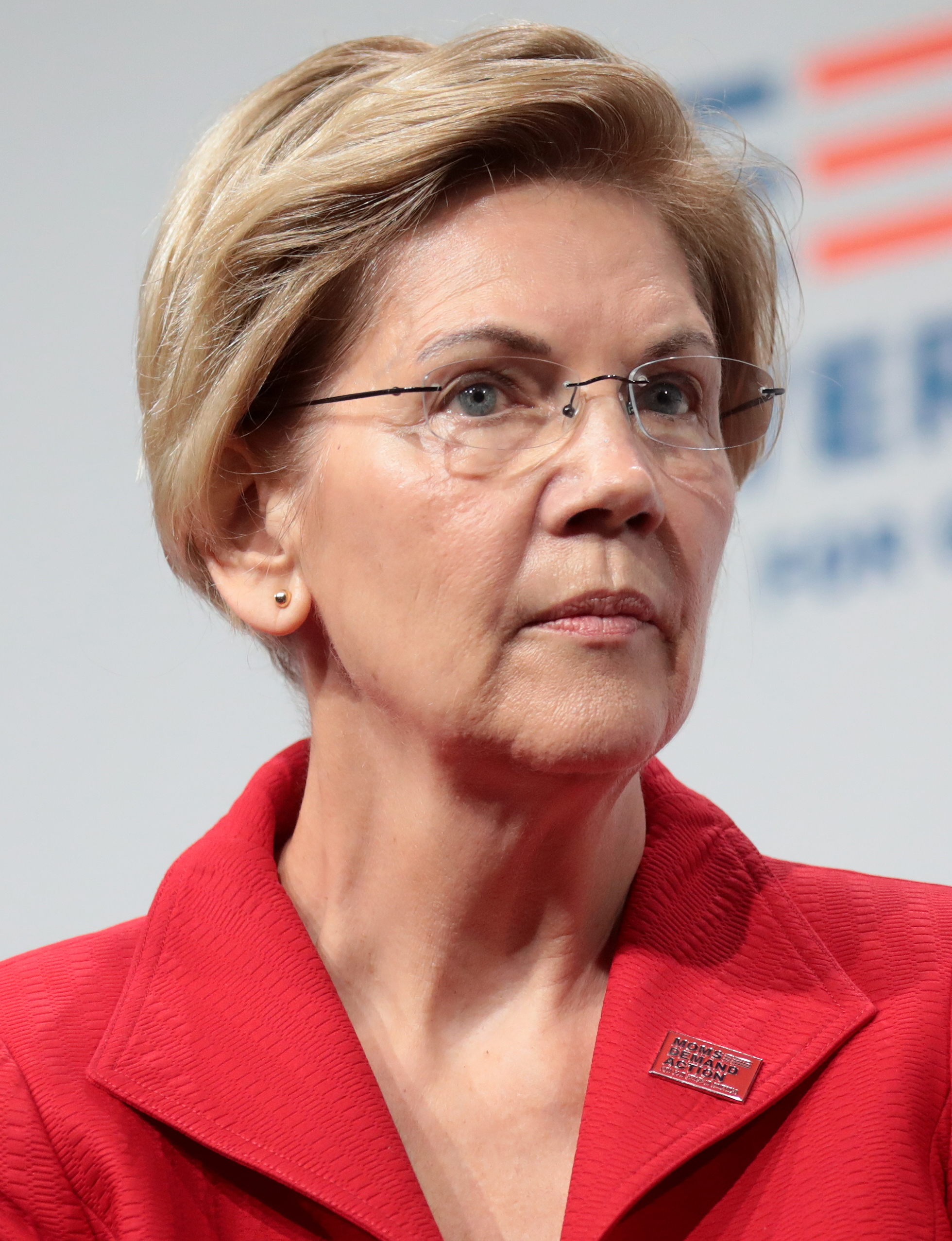
Elizabeth Warren (Massachusetts)
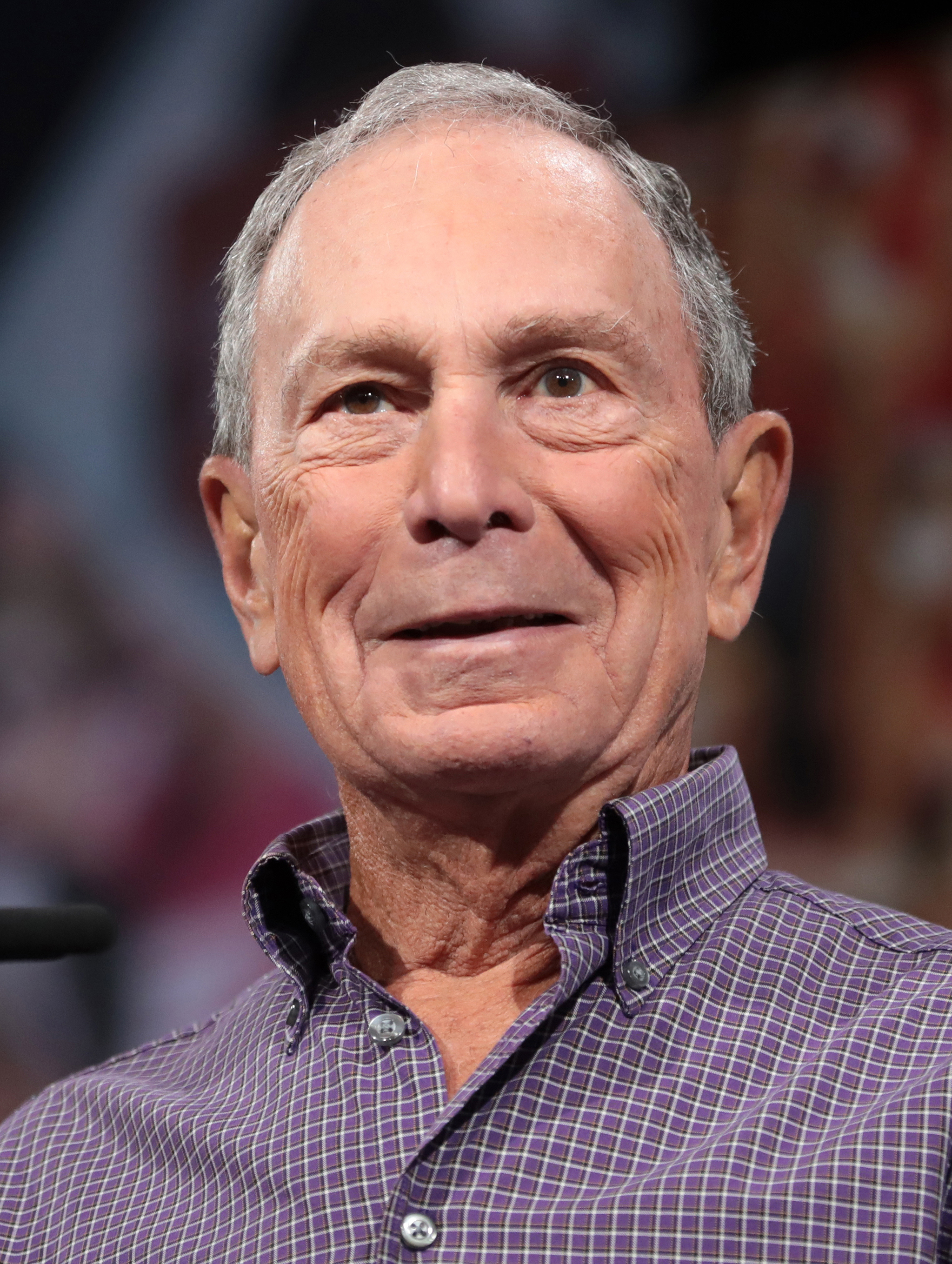
Mike Bloomberg (Nowy Jork)
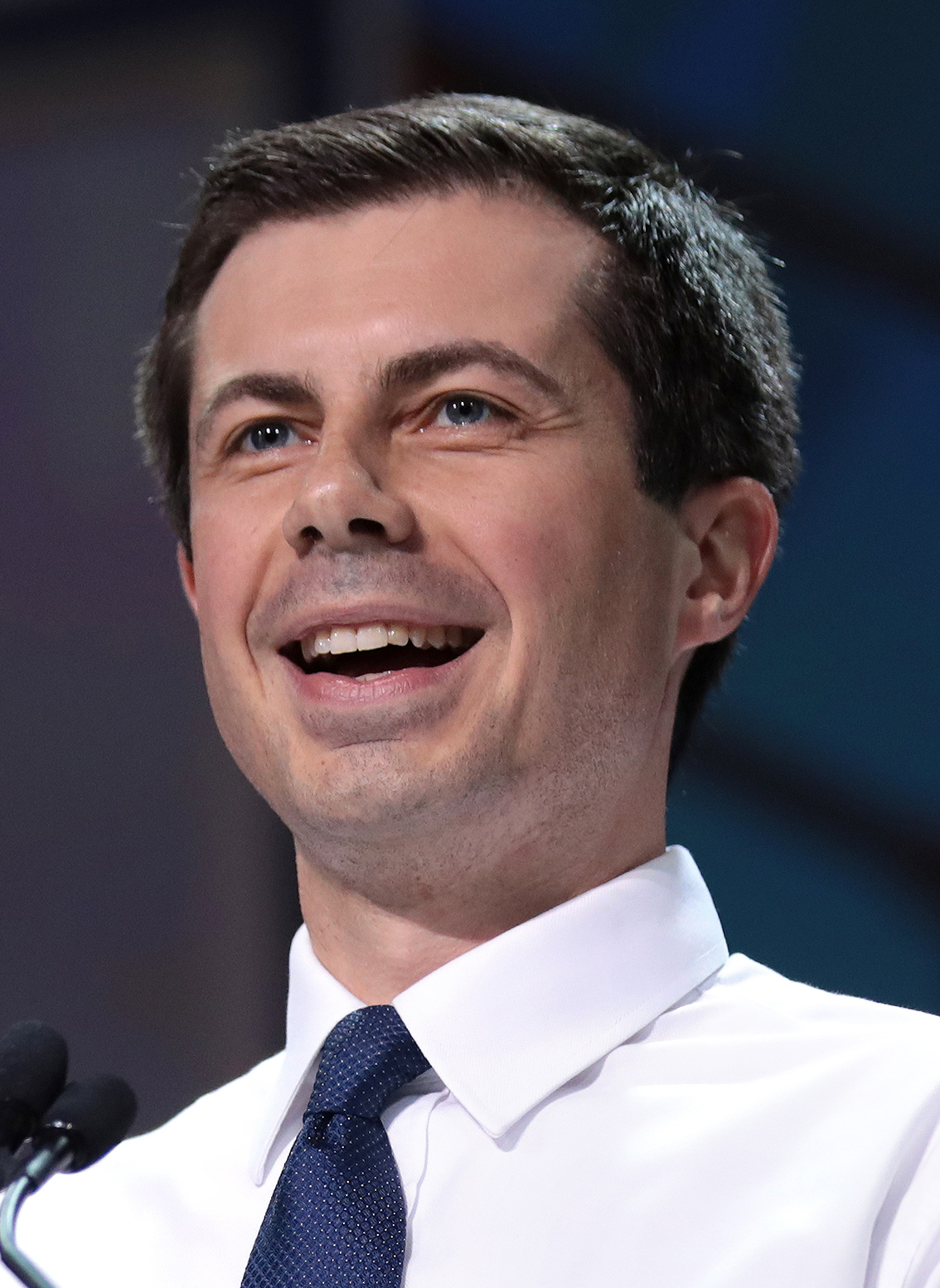
Pete Buttigieg (Indiana)
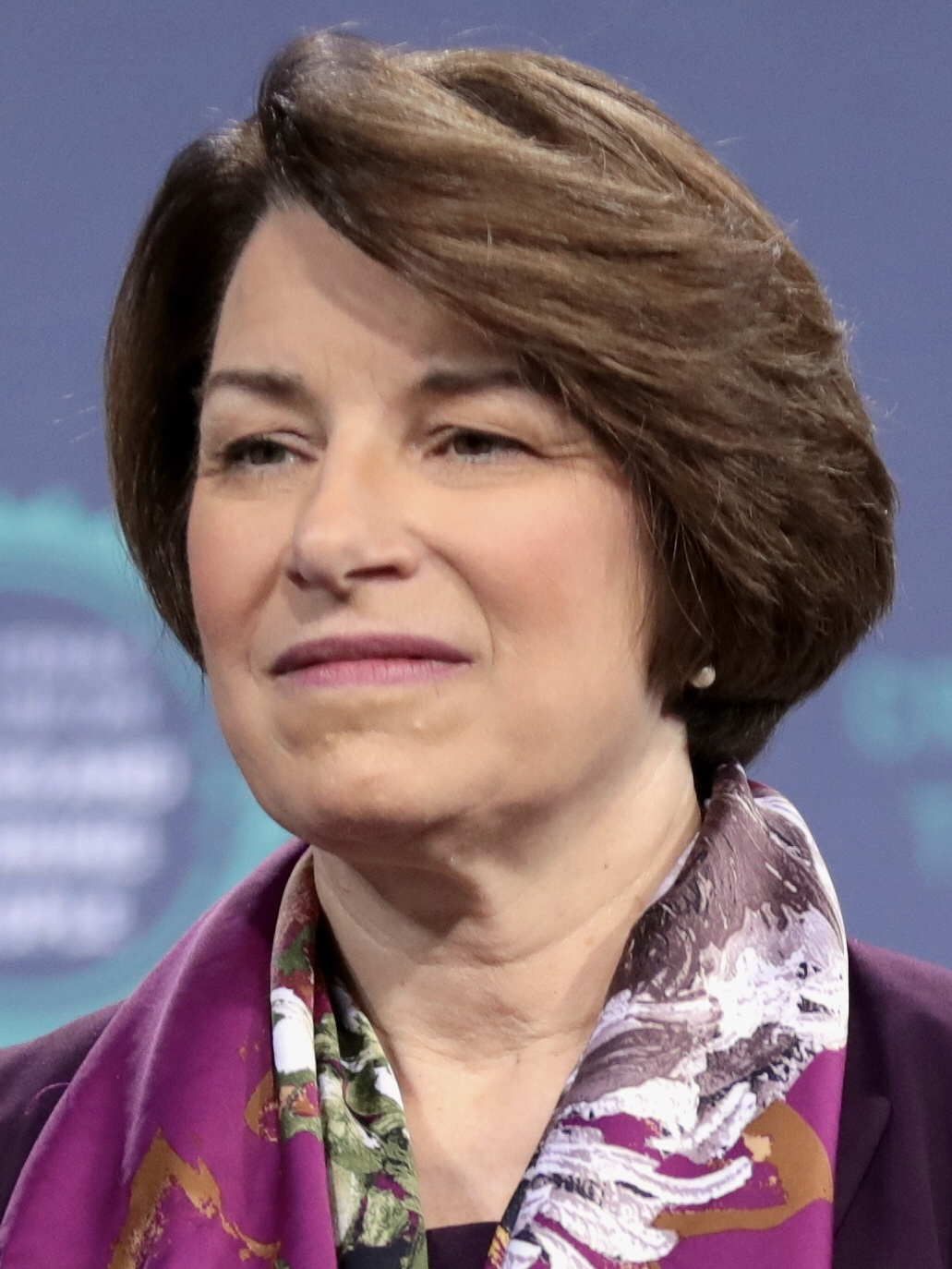
Amy Klobuchar (Minnesota)
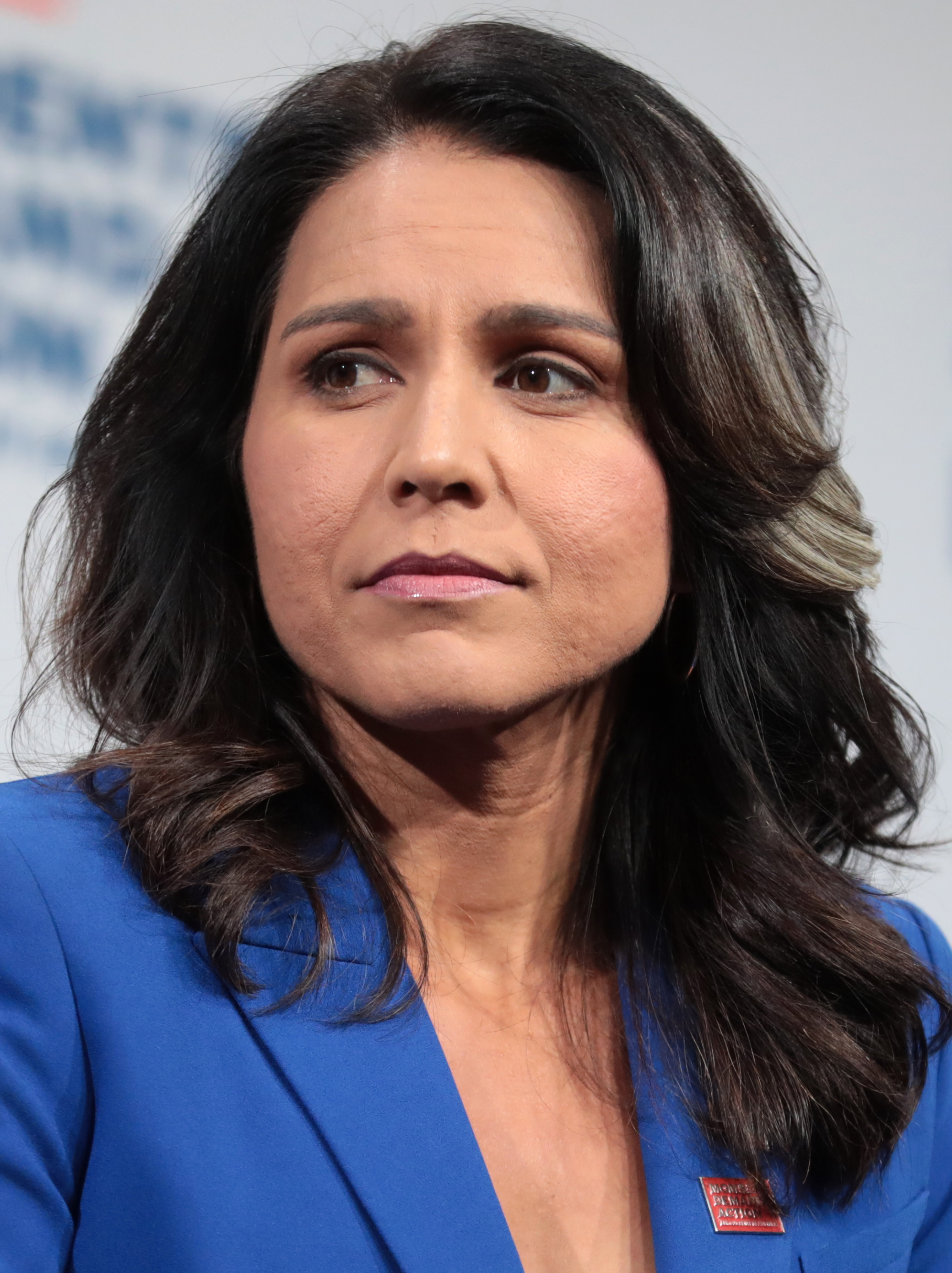
Tulsi Gabbard (Hawaje)
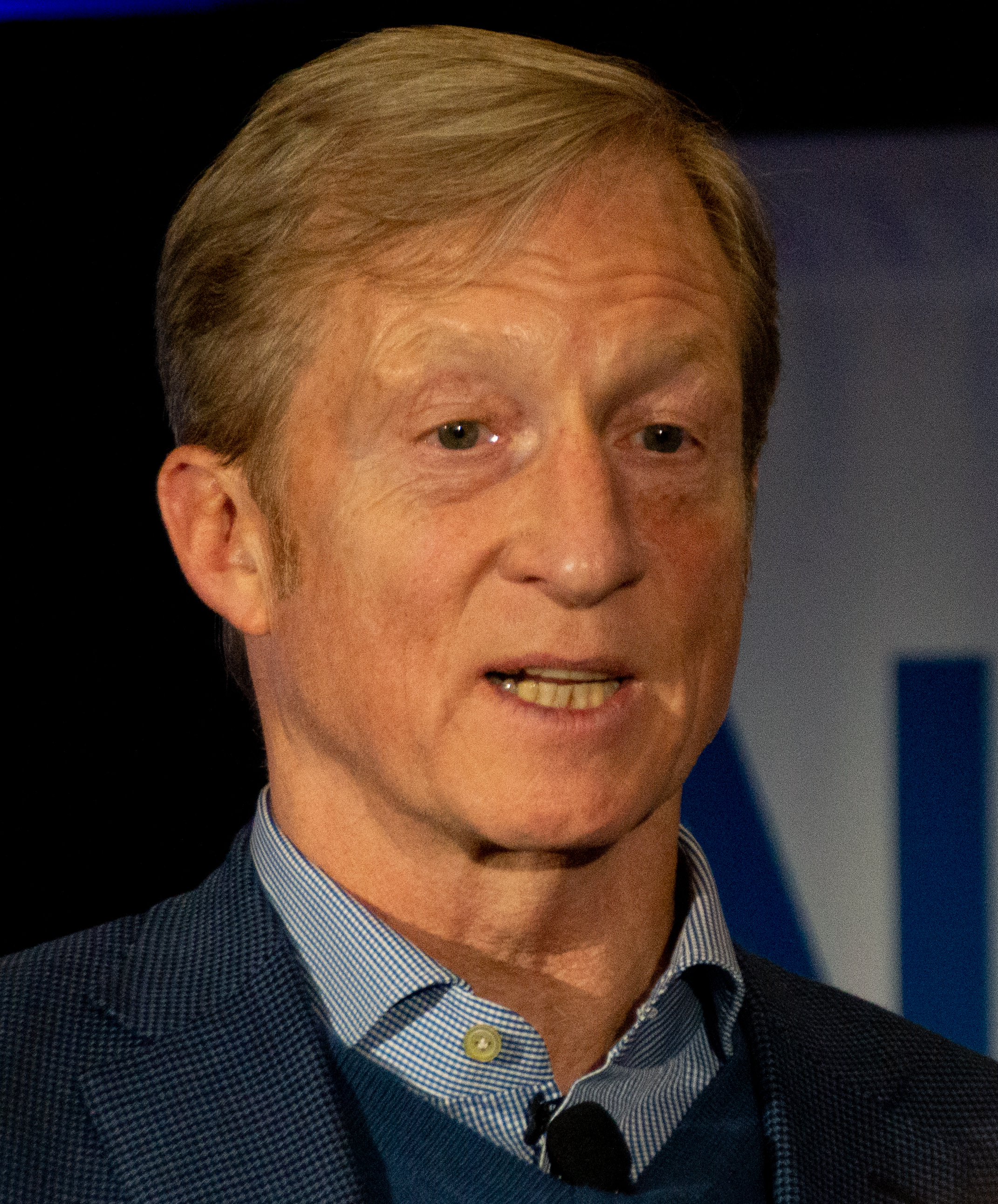
Tom Steyer (Kalifornia)
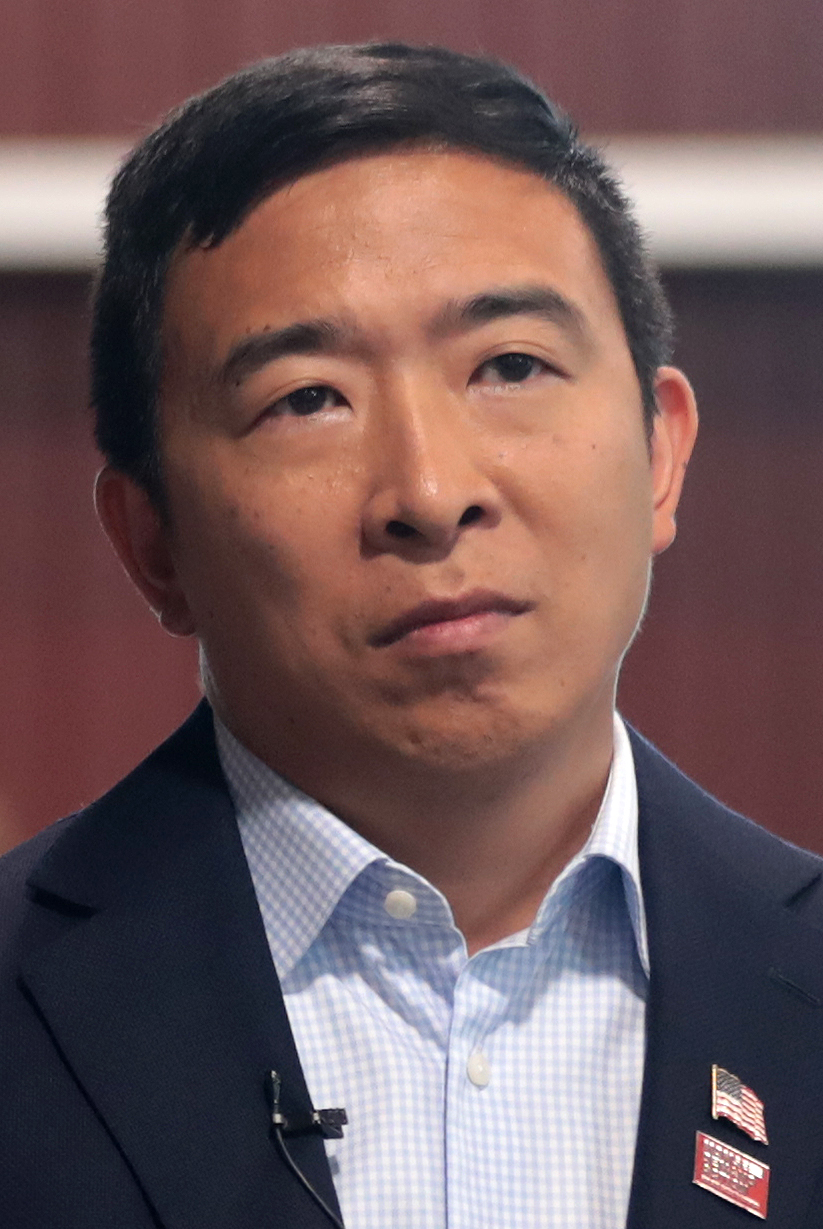
Andrew Yang (Nowy Jork)
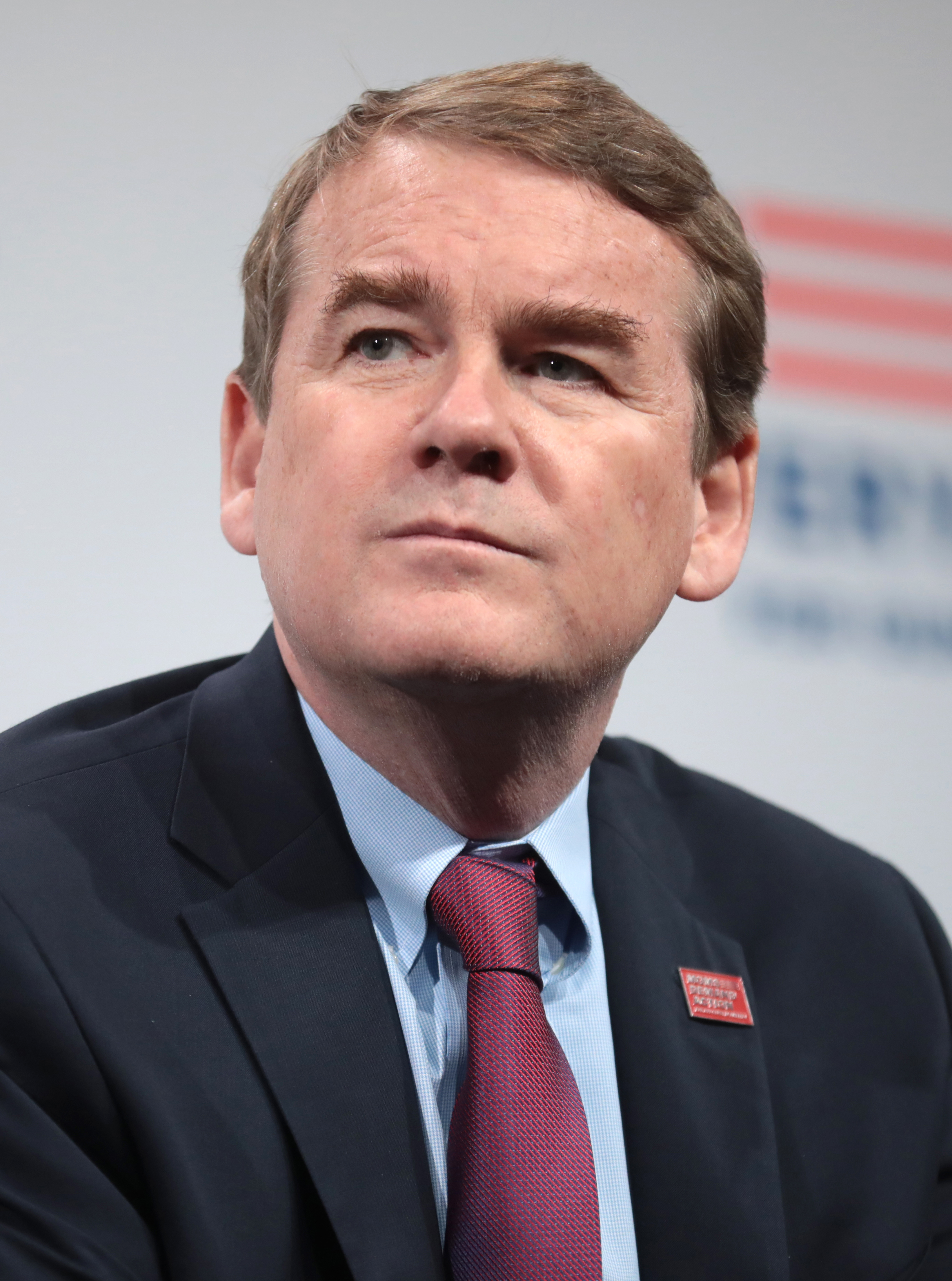
Michael Bennet (Kolorado)
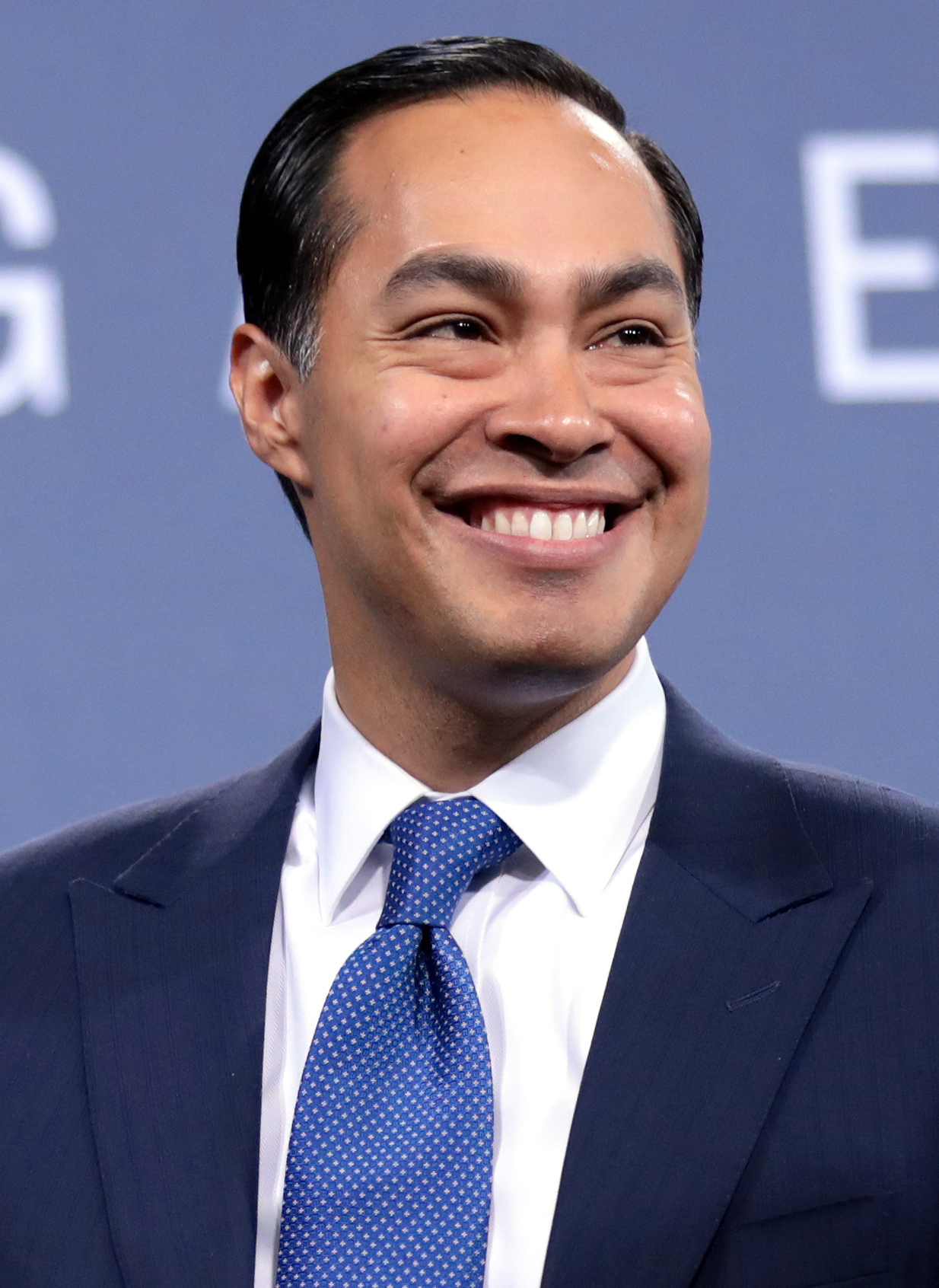
Julián Castro (Teksas)
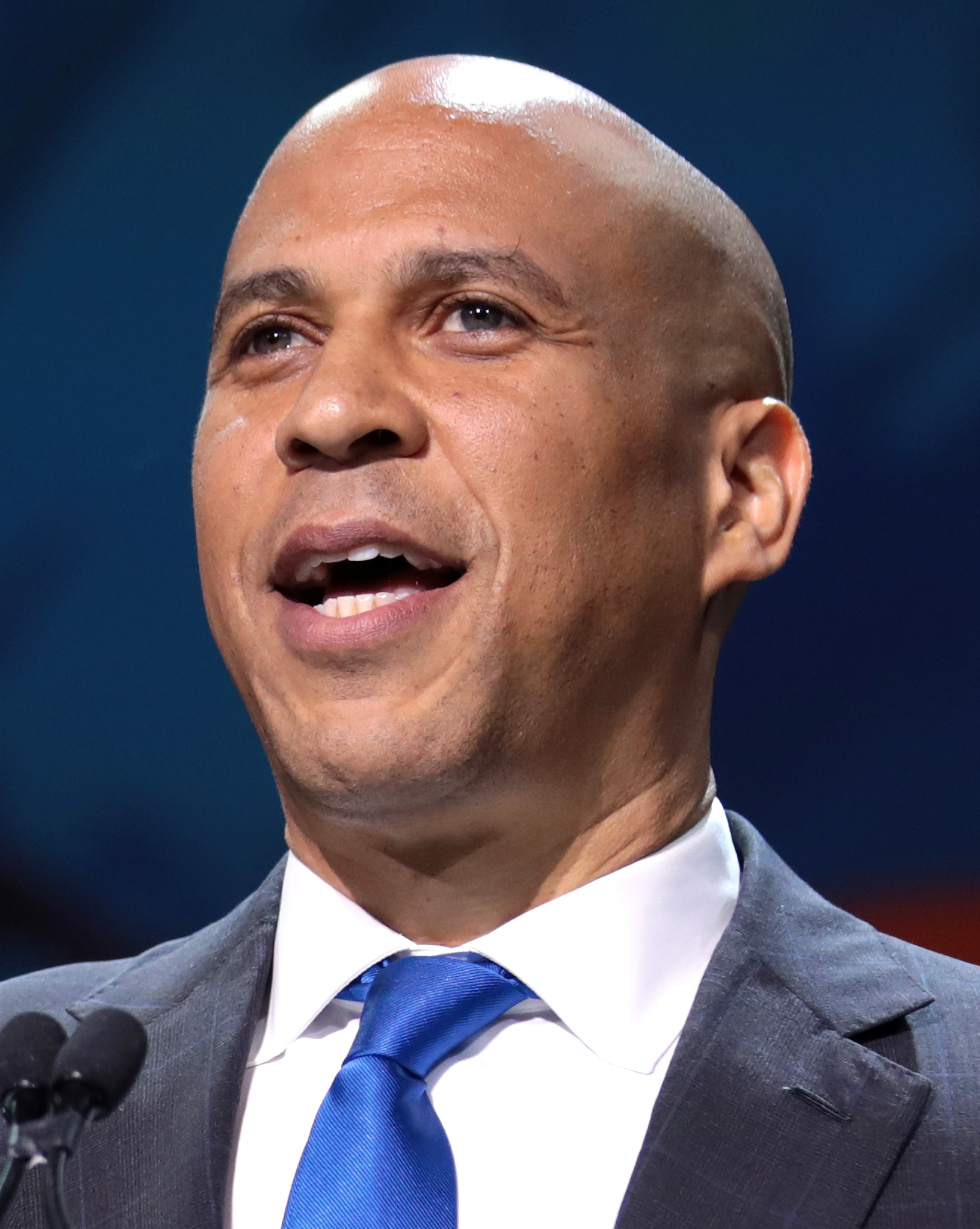
Cory Booker (New Jersey)
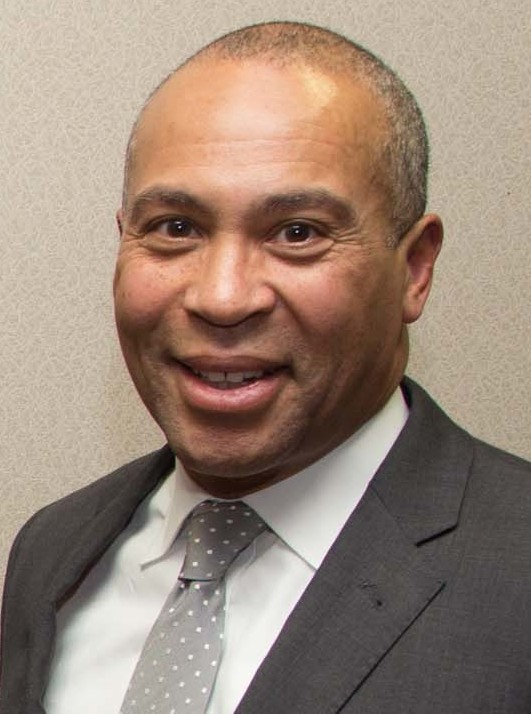
Deval Patrick (Massachusetts)
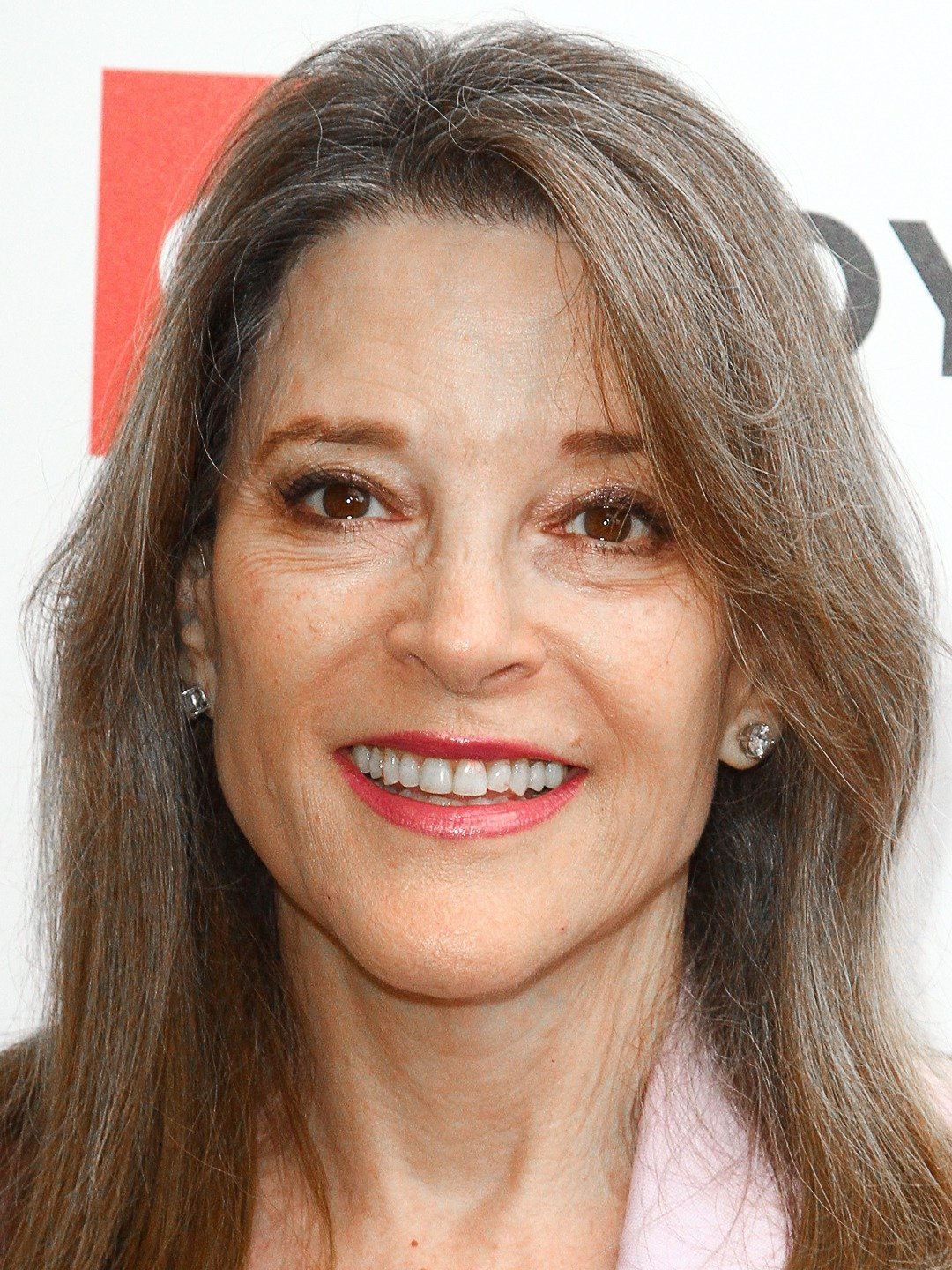
Marianne Williamson (Kalifornia)

John Delaney (Maryland)

David Rice (Wirginia Zachodnia)

Rocky De La Fuente III (Kalifornia)

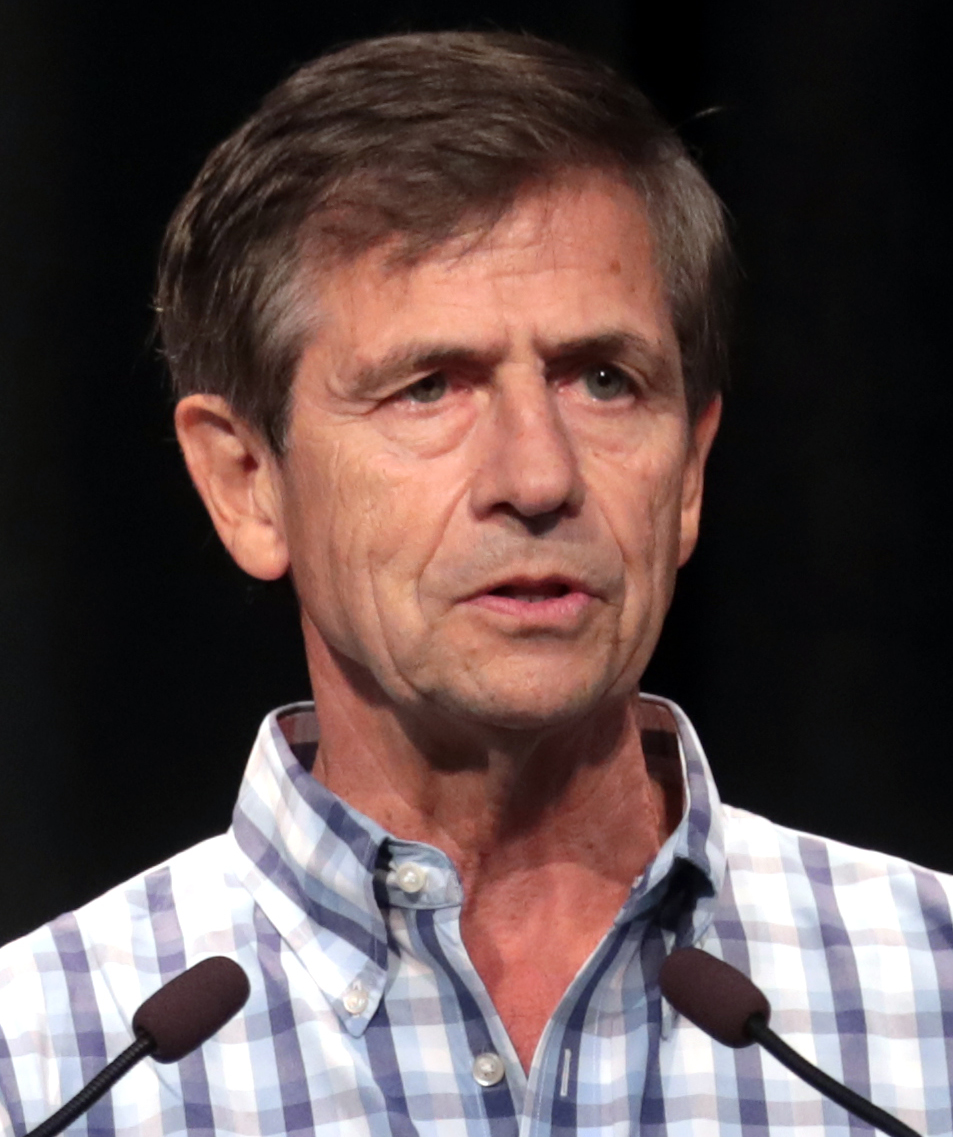
Joe Sestak (Wirginia)

Michael Ellinger (Kalifornia)

Robby Wells (Georgia)

Mark Greenstein (Connecticut)

Mosie Boyd (Arkansas)

Steve Burke (Nowy Jork)

## Kandydaci mniejszych partii
Obok dwóch głównych kandydatów, kolejnych ośmiu (spośród wszystkich łącznie 36 startujących kandydatów) uzyskało w wyborach prezydenckich ponad 20 tys. głosów:
| Lp.    | Kandydat na prezydenta                  | Kandydat na wiceprezydenta              | Logo kampanii | Partia                            | Liczba stanów   | Wyniki                |
| ------ | --------------------------------------- | --------------------------------------- | ------------- | --------------------------------- | --------------- | --------------------- |
| 3.     | Jo Jorgensen                            | Spike Cohen                             |               | Partia Libertariańska             | 50+DC (komplet) | 1 865 535, tj. 1,18%  |
| 4.     | Howie Hawkins                           | Angela Walker                           |               | Partia Zielonych                  | 29+DC           | 407 068, tj. 0,26%    |
| 5.     | Rocky De La Fuente                      | Darcy Richardson                        |               | Partia Reform                     | 15              | 88 241, tj. 0,06%     |
| 6.     | Gloria La Riva                          | Sunil Freeman                           |               | Partia Pokoju i Wolności          | 14+DC           | 85 865, tj. 0,05%     |
| 7.     | Kanye West                              | Michelle Tidball                        |               | Birthday Party                    | 12              | 70 950, tj. 0,04%     |
| 8.     | Don Blankenship                         | William Mohr                            |               | Partia Konstytucyjna              | 18              | 60 080, tj. 0,04%     |
| 9.     | Brock Pierce                            | Karla Ballard                           |               | Independence Party of New York    | 15+DC           | 49 769, tj. 0,03%     |
| 10.    | Brian T. Carroll                        | Amar Patel                              |               | Partia Amerykańskiej Solidarności | 8               | 40 365, tj. 0,02%     |
| 11-36. | 26 pozostałych kandydatów łącznie       | 26 pozostałych kandydatów łącznie       |               |                                   |                 | 60 643, tj. 0,04%     |
|        | dopisani przez wyborców łącznie         | dopisani przez wyborców łącznie         |               |                                   |                 | 179 740, tj. 0,11%    |
|        | głosy skreślające wszystkich kandydatów | głosy skreślające wszystkich kandydatów |               |                                   |                 | 14 079, tj. 0,01%     |
|        | wszystkie głosy ważne łącznie           | wszystkie głosy ważne łącznie           |               |                                   |                 | 158 429 631, tj. 100% |

## Debaty
| Data                      | Opis                   | Miejsce              |
| ------------------------- | ---------------------- | -------------------- |
| 29 września 2020(dts)     | 1. debata prezydencka  | Cleveland, Ohio      |
| 7 października 2020(dts)  | Debata wiceprezydencka | Salt Lake City, Utah |
| 15 października 2020(dts) | 2. debata prezydencka  | Miami, Floryda       |
| 22 października 2020(dts) | 3. debata prezydencka  | Nashville, Tennessee |
| Źródło: Fox News          |                        |                      |

## Certyfikacja elektorów stanowych
5 grudnia 2020 roku stan Kalifornia certyfikował 55 swoich stanowych elektorów, zwiększając ogólną liczbę certyfikowanych przez poszczególne stany elektorów Joego Bidena do 279, co oficjalnie zapewniło Joemu Bidenowi przekroczenie progu zwycięstwa w wyborach wynoszącego 270 elektorów.
Do tego dnia certyfikowały swoich elektorów m.in. wszystkie stany będące tzw. battlegrounds – które w praktyce rozstrzygają o wyniku wyborów. Były to Georgia (20 listopada) – Biden, Michigan (23 listopada) – Biden, Pensylwania (23 listopada) – Biden, Nevada (24 listopada) – Biden, Wisconsin (1 grudnia) – Biden. Wśród battlegrounds, które certyfikowały elektorów partii demokratycznej, znalazła się również Arizona (30 listopada), która była zdecydowanie republikańskim stanem do 2018 roku, kiedy w wyborach do federalnego Senatu kandydatka demokratów Kyrsten Sinema pokonała republikankę Marthę McSally
Z pozostałych stanów, do 22 listopada wybory certyfikowały Delaware – Biden, Floryda – Trump, Idaho – Trump, Luizjana -Trump, Oklahoma – Trump, Karolina Południowa – Trump, Dakota Południowa – Trump, Vermont – Biden, Wirginia – Biden, Wyoming – Trump.